# P1

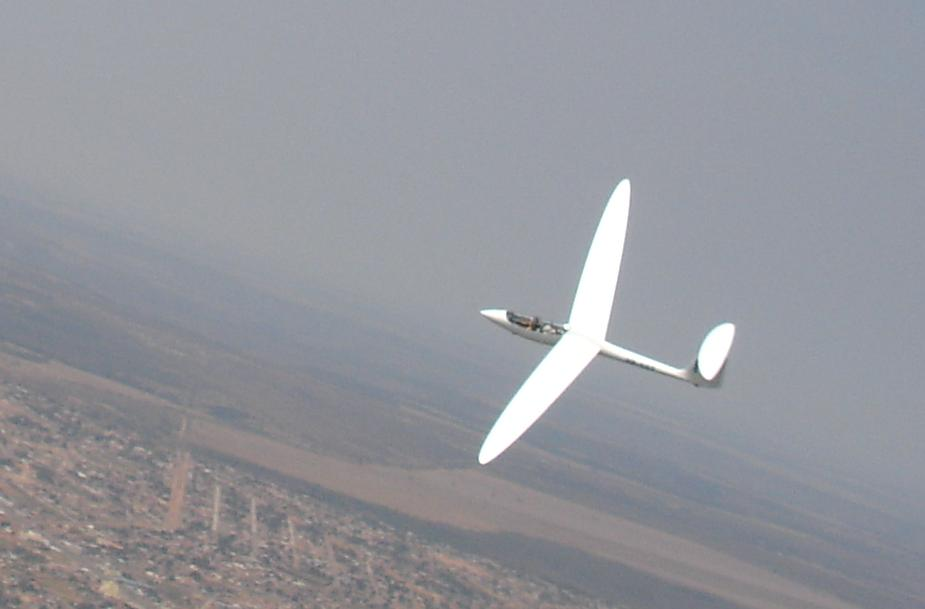
P1 voando em Luziânia.

O P1 é um planador biplace de médio desempenho desenvolvido no Brasil, com o intuito de disponibilizar aos aeroclubes uma opção viável de planador de instrução, competição e passeio, eliminando os altos custos e dificuldades envolvidos na importação.
O projeto do P1 foi idealizado pelo engenheiro aeronáutico Ekkehard Schubert, que contou com o apoio de diversos pilotos, engenheiros, empresas e entusiastas para o financiamento e desenvolvimento dos trabalhos de projeto e construção do primeiro protótipo.
O primeiro vôo do P1 foi realizado no dia 3 de março de 2002 no CTA em São José dos Campos -SP.
Atualmente estão sendo realizados os trabalhos necessários para a sua homologação pela ANAC. São melhorias como alívio de peso e pequenas adequações para melhor atender aos requisitos originalmente definidos. O segundo exemplar, incorporando estas melhorias, está em construção. Os trabalhos de desenvolvimento estão sendo continuados no ITA e contam com a colaboração dos alunos e professores desta instituição. Após a homologação o P1 deverá estar disponível para o mercado de acordo com a ideia inicial que levou ao seu desenvolvimento.

## Concepção
De construção simples e robusta em plástico reforçado com fibra de vidro (PRFV), possui características de vôo convencionais e seguras. Proporcionando conforto para dois tripulantes quanto a acomodação física, movimentos, força nos comandos, visibilidade (interna, externa, transição e cores), ventilação, ruído, entrada e saída da cabine. No solo apresenta fácil manuseio, montagem, desmontagem e transporte por carreta.

### Características
| Dimensões                | Envergadura: 16,5 m                |
| Dimensões                | Comprimento: 8,3 m                 |
| Dimensões                | Altura: 1,74 m com a cauda no chão |
| Dimensões                | Área da asa: 16,01 m²              |
| Peso e carga alar        | Peso vazio: 320 kg                 |
| Peso e carga alar        | Peso máximo: 520 kg                |
| Peso e carga alar        | Carga alar mínima: 23,9 kg/m²      |
| Peso e carga alar        | Carga alar máxima: 32,0 kg/m²      |
| Desempenho               | Vstall: 70 km/h                    |
| Desempenho               | VMAX reboque: 140 km/h             |
| Desempenho               | Vmanobra: 156 km/h                 |
| Desempenho               | VMAX turbulência: 156 km/h         |
| Desempenho               | VNE: 210 km/h                      |
| Desempenho               | Mínimo afundamento: 0,6 a 0,7 m/s  |
| Desempenho               | Razão máxima de planeio: 1:33      |
| Desempenho               | Passeio de CG: de 26 a 45% CMA     |
| Fatores de carga máximos | Positivo: +5,3 manobra             |
| Fatores de carga máximos | Negativo: -3,1 rajada              |

### Geometria
| Asa                            | Vista em planta: distribuição elíptica das cordas, com os perfis alinhados em torno do eixo de articulação do aileron. |
| Asa                            | Área: 16,01 m² |
| Asa                            | Alongamento: 17 m |
| Asa                            | Perfil: P1001116 na raiz e P1000916 na ponta |
| Asa                            | Incidência: +3º |
| Asa                            | Diedro: 3º |
| Asa                            | Torção: 0º |
| Asa                            | Enflechamento: negativo a -1,7 m, na ponta da asa, medido no eixo de articulação do aileron. |
| Asa                            | Freios "Schemp Hirt" no extradorso (RBHA-22, para vôo em nuvens). |
| Asa                            | Ailerons: de 4,125 a 7,755 m da semi-envergadura. |
| Asa                            | Deflexões dos ailerons: 23º para cima e 15º para baixo. |
| Fuselagem e empenagem vertical | A fuselagem acomoda dois tripulantes de até 2,0 m de altura, em cabine com canopy contido na linha de sistema. |
| Fuselagem e empenagem vertical | A geometria tridimensional da cabine da fuselagem é derivada de um perfil bidimensional, acomodado no fluxo da asa, permitindo assim uma forma com as seguintes características: defasagem em altura dos tripulantes, ficando o de trás mais alto; redução da área frontal efetiva, da área molhada e consequentemente do arrasto. |
| Fuselagem e empenagem vertical | Altura da cabine: 0,982 m |
| Fuselagem e empenagem vertical | Largura da cabine: 0,732 m |
| Fuselagem e empenagem vertical | Altura da empenagem vertical: 1,5 m |
| Fuselagem e empenagem vertical | Área da empenagem vertical: 1,605 m² |
| Fuselagem e empenagem vertical | Enflechamento da empenagem vertical: zero, no bordo de fuga do leme. |
| Fuselagem e empenagem vertical | Vista lateral da deriva: trapezoidal |
| Fuselagem e empenagem vertical | Articulação do leme: 70% da corda |
| Fuselagem e empenagem vertical | Deflexão do leme: +/- 35º |
| Fuselagem e empenagem vertical | Perfil: NACA 663-018 |
| Empenagem horizontal           | Vista em planta: distribuição elíptica das cordas, com os perfis alinhados em torno do eixo de articulação do profundor. |
| Empenagem horizontal           | Envergadura: 3,060 m |
| Empenagem horizontal           | Área: 1,872 m² |
| Empenagem horizontal           | Alongamento: 5 |
| Empenagem horizontal           | Enflechamento da empenagem horizontal: zero, no eixo de articulação do profundor. |
| Empenagem horizontal           | Articulação do profundor: 75% da corda |
| Empenagem horizontal           | Deflexão do profundor: +/-25º |
| Empenagem horizontal           | Incidência: +2º |
| Empenagem horizontal           | Perfil: NACA662-0,15 |
| Trem de pouso                  | Fixo |
| Trem de pouso                  | Roda principal: 600 x 6 |
| Trem de pouso                  | Roda do nariz: Tost 4" 85-20 |
| Trem de pouso                  | Roda da cauda: Tost 3" Max. |

### Estrutura
| Asa                            | Casca intra- e extradorso de sanduíche de PRFV, com tecido a 45º apoiado em espuma de PVC, para resistir aos esforços de torção. |
| Asa                            | Longarina com mesa superior e inferior de PRFV (tecido unidirecional), apoiadas em três almas de sanduíche de PRFV com espuma de PVC. |
| Asa                            | Montagem asa-asa por meio de "toco-garfo", ligados por dois pinos para receber os esforços de flexão e torção. Estes pinos também fazem a ligação asa fuselagem. |
| Asa                            | Nervura de flechamento da raiz em PRFV. |
| Asa                            | Aileron construído em PRFV, articulado na parte inferior, suportado em três pontos e comandado na articulação da raiz. Com compensação aerodinâmica e vedação dentro da asa. |
| Fuselagem e empenagem vertical | A construção da fuselagem é de PRFV, em casca simples,com duas cavernas para fixação da asa e do trem de pouso. A estrutura da fuselagem engloba a estrutura da deriva, cuja superfície é em sanduíche de PRFV e espuma de PVC. A longarina traseira da deriva, com mesas de PRFV (tecido uni-direcional ou roving) e alma de sanduíche de PRFV apoiado em espuma de PVC, fecha toda a estrutura. A ligação asa-fuselagem é feita por meio das duas cavernas, nas quais as semi-asas são ligadas por meio de dois pinos de ligação asa-asa. |
| Fuselagem e empenagem vertical | O leme é constituído por: - Casca esquerda e direita de PRFV. - Longarina de sanduíche de PRFV apoiado em espuma de PVC. - Articulado em dois pontos, com compensação aerodinâmica dentro da deriva e comando na articulação inferior. |
| Empenagem horizontal           | Estabilizador com cascas intra- e extradorso de sanduíche de PRFV apoiado em espuma de PVC. |
| Empenagem horizontal           | Longarina do estabilizador com mesas superior e inferior de PRFV (tecido uni-direcional ou roving), apoiadas em uma alma de sanduíche de PRFV e espuma de PVC. |
| Empenagem horizontal           | Profundor construído em PRFV, articulado na linha da corda, suportado em quatro pontos e comandado nas articulações centrais, com compensação aerodinâmica dentro do estabilizador. |
| Empenagem horizontal           | Montagem empenagem horizontal-deriva por meio de encaixe de duas rótulas da longarina do estabilizador em pinos da ferragem da longarina da deriva. Na parte dianteira um ponto rotulado da empenagem horizontal é segurado por um pino na deriva. |
| Trem de pouso                  | O P1 tem uma roda central como trem de pouso principal, equipada com freio a disco, e duas rodas auxiliares, uma no nariz e outra na cauda. Quando sem os tripulantes, a roda da cauda apóia no solo. Quando com um ou dois tripulantes, a roda dianteira apóia no solo. |
| Desligadores                   | Dois desligadores permitem o reboque tanto por guincho quanto por avião. O desligador para guincho é opcional. O de reboque por avião é instalado na ponta dianteira da fuselagem, e o para reboque por guincho em posição adequada à frente do CG. |

### Sistema de comandos
Todos os comandos são duplicados para os dois postos de comandos.
| Balanceamento das superfícies de comando | Todas as superfícies de comando têm balanceamento dinâmico das massas e balanceamento aerodinâmico das superfícies. Todas as fendas transversais das superfícies de comando são seladas. |
| Profundor e aileron                      | Convencionais, com manche, guinhois, tubos "push-pull" e rótulas. São usadas rótulas do tipo L'hotelier para ligação dos comandos durante a montagem do planador.                        |
| Leme                                     | Convencional, com pedais reguláveis no posto dianteiro e cabos guiados em tubos de plástico para acionamento do leme.                                                                    |
| Freio aerodinâmico                       | Convencional, com punho do lado esquerdo, guinhois, tubos "push-pull" e rótulas. São usadas rótulas do tipo L'Hotellier para a ligação dos comandos durante a montagem do planador.      |
| Compensador do profundor                 | Por mola, com punho do lado esquerdo, atuando diretamente sobre o comando do profundor.                                                                                                  |
| Desligador                               | Um comando de cabos dentro de capas aciona os dois desligadores simultaneamente. |
| Freio da roda                            | Acionado pelo punho do freio aerodinâmico, no fim do curso deste. |

### Sistemas
| Sistema anemométrico | O sistema anemométrico é composto pelas tomadas de pressão total para o velocímetro (Cp=+1), estática para velocímetro e altímetro (Cp=0) e de energia total para o variômetro (Cp= -1). Tanto a pressão total (pitot) quanto a de energia total (variômetro) estão localizadas na parte dianteira do canopy. A tomada estática está localizada no cone de cauda. |
| Sistema elétrico     | Provisões completas para a montagem de uma bateria 12v. |

### Cabine
| Bancos             | Os bancos são fixos, com encosto para a cabeça, fabricados em PRFV e integrados à estrutura da fuselagem. A regulagem dos bancos para acomodar tripulantes de diversas estaturas é feita por meio de almofadas especiais, presas com os cintos de segurança. |
| Comandos na cabine | Os comandos são convencionais, com manche, alavanca dos freios aerodinâmicos e alavanca do compensador, todos sem ajustagem em vôo. Só os pedais do posto dianteiro são ajustáveis em vôo. |
| Canopy             | Articulado na parte lateral direita, de forma convencional. Um gancho de cada lado da cabine, localizado entre os dois tripulantes, fecha e trava o canopy. As articulações permitem a ejeção do canopy para abandono da aeronave em vôo, quando a alavanca de abertura do canopy estiver em posição “aberta” e o canopy também aberto. O canopy incorpora o painel de instrumentos.   |
| Instrumentos       | Um painel de instrumentos dianteiro acomodado no canopy acomoda: - Altímetro - Velocímetro - Variômetro mecânico/pneumático - Bússola magnética - computador eletrônico de planeio final (padrão, 3 pol.) - GPS (provisão de espaço) |
| Instrumentos       | O detector de glissadas é na forma de um barbante no canopy. |
| Ventilação         | A ventilação é feita por meio de entradas controláveis, sendo farta para proporcionar conforto aos tripulantes mesmo em dias de altas temperaturas e intensa insolação. A tomada de ar é na parte dianteira da fuselagem, sendo a partir daí distribuído por dutos formados pelos consoles laterais. Sendo a cabine totalmente vedada, a saída de ar é feita através do cone de cauda. |